# Abramo Barosso
Abramo Barosso (Torino, 28 aprile 1931 – Genova, 11 gennaio 2013) è stato un fumettista italiano.

## Biografia
Laureato in Ingegneria, è stato uno dei più prolifici autori italiani del fumetto disneyano, soprattutto nel ventennio 1960-1980. 
Esordisce nel novembre 1961 sul settimanale Topolino, con la storia Paperino al gran premio di Paperopoli, inaugurando un sodalizio creativo con suo fratello Giampaolo Barosso: Abramo si occupava di ideare il soggetto delle storie, mentre lo sviluppo della sceneggiatura era compito del fratello, più abile nel tessere trame adatte ai lettori del fumetto.
Insieme, i fratelli forniscono un ingente apporto di creatività e innovazione alla scuola italiana degli sceneggiatori, assieme a Guido Martina, Rodolfo Cimino, Carlo Chendi e Gian Giacomo Dalmasso: a loro si deve il recupero di alcuni personaggi creati nei fumetti americani ma non ancora "sperimentati" in Italia, come Gancio il dritto, nel 1962, i brasiliani José Carioca e Panchito, accoppiati a Paperino, e soprattutto Rockerduck, acerrimo nemico di Zio Paperone, nel 1963. 
Dopo l'abbandono della Disney da parte del fratello nel 1973, Abramo prosegue nella scrittura di storie per Topolino, prima di passare negli anni ottanta all'informatica seguendo le orme di suo fratello.
Ha anche lavorato per Fix und Foxi.
Nel 2008, insieme al fratello, gli viene assegnato il Premio Papersera.
Muore nel 2013.